# 掌水工
掌水工，是嘉南農田水利會為加強其轄境內灌溉用水資源管理而實施的一種制度。該制度之產生背景為當地水庫淤積難以改善以及氣候異常導致之水資源匱乏。該制度之執行者多為當地農民，其任務為灌溉責任區的灌溉用水調配、巡查水路，以及維修責任區之給水路。

## 連結
- 農田水利會適用勞動基準法適用範圍 （页面存档备份，存于）
- 【小人物大英雄】20160222 - 掌水人- YouTube